# نیدرشلتنباخ
نیدرشلتنباخ (به آلمانی: Niederschlettenbach) یک شهر در آلمان است که در زودوستپفالتس واقع شده‌است. نیدرشلتنباخ ۳۴۲ نفر جمعیت دارد.